# Isodemis serpentinana
Isodemis serpentinana là một loài bướm đêm thuộc họ Tortricidae. Nó được tìm thấy ở Trung Quốc (Hải Nam, Vân Nam, Đài Loan), Ấn Độ, Indonesia (Borneo, Java, Sumatra),
New Guinea, Philippines, Sri Lanka và Tailand.